# Condado de Eau Claire
El condado de Eau Claire (en inglés: Eau Claire County), fundado en 1856, es uno de 72 condados del estado estadounidense de Wisconsin. En el año 2000, el condado tenía una población de 93,142 habitantes y una densidad poblacional de 56 personas por km². La sede del condado es Eau Claire.

## Geografía
Según la Oficina del Censo, el condado tiene un área total de 1,671 km², de la cual 1,652 km² es tierra y 21 km² (1.18%) es agua.

### Condados adyacentes
- Condado de Chippewa (norte)
- Condado de Clark (este)
- Condado de Jackson (sureste)
- Condado de Trempealeau (sur)
- Condado de Buffalo (suroeste)
- Condado de Pepin (oeste)
- Condado de Dunn (oeste)

## Demografía
En el censo de 2000, había 93,142 personas, 35,822 hogares y 22,281 familias residiendo en el condado. La densidad poblacional era de 56 personas por km². En el 2000 había 37,474 unidades habitacionales en una densidad de 23 por km². La demografía del condado era de 94.96% blancos, 0.52% afroamericanos, 0.54% amerindios, 2.52% asiáticos, 0.00% isleños del Pacífico, 0.03% de otras razas y 0.33% de dos o más razas. 1.11% de la población era de origen hispano o latino de cualquier raza.

## Localidades
NOTA:  Una pequeña parte de la ciudad de Eau Claire se encuentra en el condado de Chippewa

### Ciudades
- Altoona*
- Augusta
- Eau Claire*

Villas
- Fairchild
- Fall Creek

Pueblos
- Bridge Creek
- Brunswick*
- Clear Creek
- Drammen
- Fairchild
- Lincoln
- Ludington
- Otter Creek
- Pleasant Valley*
- Seymour*
- Unión*
- Washington*
- Wilson

* significa que forma parte del área metropolitana de Eau Claire-Chippewa Falls.

### Áreas no incorporadas
Artículo principal: Anexo:Áreas no incorporadas del condado de Eau Claire
| - Allen - Brackett - Candy Corners - Cleghorn - Foster - Hadleyville‡ - Hale Corner - Hay Creek - Ludington - Lufkin | - Mount Hope Corners - Nelsonville‡ - Oak Grove‡ - Rodell - Seymour (CDP) - Shawtown§ - Truax§ - Unión§ - Wilson |

‡ Historical community

§ Now part of the City of Eau Claire